# Хриштени
Хриштени (болг. Хрищени) — село в Болгарии. Находится в Старозагорской области, входит в общину Стара-Загора. Население составляет 1 809 человек.

## Политическая ситуация
В местном кметстве Хриштени, в состав которого входит Хриштени, должность кмета (старосты) исполняет Радка  Цветкова Желева (независимый) по результатам выборов правления кметства.
Кмет (мэр) общины Стара-Загора — Светлин Танчев (Граждане за европейское развитие Болгарии (ГЕРБ)) по результатам выборов в правление общины.